# Amedeo Varese
Amedeo Varese (ur. 2 lipca 1890 w Settimo Rottaro, zm. 4 stycznia 1969 w Saluzzo) – włoski piłkarz, występujący na pozycji napastnika.
W latach 1914–1915 rozegrał 5 meczów w reprezentacji Włoch. Z zespołem Casale FBC w 1914 zdobył mistrzostwo Włoch. W 1920 został królem strzelców Prima Categoria.